# Ödemarkskommunism
Ödemarkskommunism är en term som har använts för att beskriva hur Finlands kommunistiska parti under decennierna närmast efter andra världskriget hade ett starkt väljarstöd i glesbygderna i norra och nordöstra Finland. 
Det kan sägas att den finska termen "korpikommunismi" haft en starkare klang och större användning än det svenska ödemarkskommunism. I synnerhet på 1950- och 60-talet hade kommunisterna sitt relativt sett starkaste stöd bland väljarna i Kuopio, Uleåborgs och Lapplands valkretsar. Vid valet 1966 fick Demokratiska förbundet för Finlands folk (DFFF), inom vilket kommunisterna då var helt dominerande, 29,1% av rösterna i Kuopio, 31,9% i Uleåborgs och 35,1% i Lapplands valkretsar. I Kuopio och Lapplands valkretsar var folkdemokraternas röstandel högre än alla andra partiers; endast Centerpartiet hade där ett väljarstöd av närmelsevis samma storleksklass. 
Som motsats till ödemarkskommunism har man talat om industrikommunism, vilket uppenbarar det faktum att kommunisterna hade ett starkt väljarstöd även på vissa tidigt industrialiserade och tydligt avgränsade industriorter, såsom Kemi i Lapplands län och Högfors i Nylands län. 
Ödemarkskommunismens sociala bakgrund har sökts i olika faktorer. En strukturell bakgrundsfaktor är att ödemarkskommunismen var stark bland glesbygdernas fattiga småbrukare, som tidigare hade arbetat som skogsarbetare under en del av året. Som en socialpsykologisk bakgrundsfaktor har man också framhållit hur de ifrågavarande områdena tidigare präglades av emotionellt stimulerande och radikala læstadianska väckelserörelser. Även organisatoriska faktorer har dryftats i sammanhanget: det har sagts att det var förhållandevis lätt att bedriva politisk agitation i norra och nordöstra Finlands glesbygder och isolerade ödemarksbyar. 
Från och med början av 1970-talet försvagades ödemarkskommunismen märkbart och miste samtidigt sin speciella karaktär. En grundläggande orsak var att de nordliga glesbygdernas befolkning i stora skaror på 1960- och 1970-talet flyttade dels till Sverige, dels till sydligare industrialiserade orter i Finland. 